# Hemeroblemma helima
Hemeroblemma helima là một loài bướm đêm trong họ Erebidae.